# Empire Slovak Open 2014
Empire Slovak Open 2014 byl tenisový turnaj pořádaný jako součást ženského okruhu ITF, jenž organizovala Mezinárodní tenisová federace. Hrál se na venkovních antukových dvorcích trnavského oddílu TC EMPIRE ve dnech 4. až 11. května 2014 jako 6. ročník turnaje.
Turnaj s rozpočtem 75 000 dolarů patřil do okruhu ITF. Nejvýše nasazenou hráčkou ve dvouhře byla obhájkyně titulu Barbora Záhlavová-Strýcová z České republiky, jež ve finále podlehla druhé nasazené Anně Karolíně Schmiedlové 4–6, 2–6. Turnaj čtyřhry ovládl druhý nasazený pár Stephanie Vogtová a Čeng Saj-saj.

## Ženská dvouhra

### Nasazení
| Stát                           | Hráčka                     | WTA1) | Nasazení |
| ------------------------------ | -------------------------- | ----- | -------- |
| Česko                          | Barbora Záhlavová-Strýcová | 56.   | 1.       |
| Slovensko                      | Anna Karolína Schmiedlová  | 69.   | 2.       |
| Izrael                         | Julia Glušková             | 96.   | 3.       |
| Chorvatsko                     | Petra Martićová            | 105.  | 4.       |
| Německo                        | Anna-Lena Friedsamová      | 108.  | 5.       |
| Srbsko                         | Jovana Jakšičová           | 112.  | 6.       |
| Česko                          | Andrea Hlaváčková          | 113.  | 7.       |
| Srbsko                         | Vesna Doloncová            | 115.  | 8.       |
| Žebříček WTA k 28. dubnu 2014. |                            |       |          |

### Další formy účasti
Hráčky, které obdržely divokou kartu do hlavní soutěže:
- Kristína Schmiedlová
- Viktória Kužmová
- Dalma Galfiová
- Tereza Smitková
  -  Jevgenija Rodinová - zvláštní výjimka

Hráčky, které si zajistily účast v hlavní soutěži z kvalifikace:
- Cristina-Andreea Mituová
- Denisa Alertová
- Margarita Gasparjanová
- Renata Voráčová
  -  Barbora Krejčíková – jako šťastná poražená

## Ženská čtyřhra

### Nasazení
| Stát                                                                       | Hráčka                | Stát      | Hráčka               | WTA1) | Nasazení |
| -------------------------------------------------------------------------- | --------------------- | --------- | -------------------- | ----- | -------- |
| Ukrajina                                                                   | Julia Bejgelzimerová  | Česko     | Renata Voráčová      | 163.  | 1.       |
| Lichtenštejnsko                                                            | Stephanie Vogtová     | Čína      | Čeng Saj-saj         | 165.  | 2.       |
| Rumunsko                                                                   | Ioana Raluca Olaruová | Austrálie | Olivia Rogowská      | 165.  | 3.       |
| Srbsko                                                                     | Vesna Doloncová       | Srbsko    | Aleksandra Krunićová | 263.  | 4.       |
| Žebříček WTA k 28. dubnu 2014; číslo je součtem umístění obou členek páru. |                       |           |                      |       |          |

### Jiné formy účasti
Následující páry obdržely divokou kartu do hlavní soutěže:
- Anna Karolína Schmiedlová /  Petra Uberalová
- Viktória Kužmová /  Kristina Schmiedlová
- Lenka Juríková /  Karin Morgošová

## Přehled finále

### Ženská dvouhra
- Anna Karolína Schmiedlová vs.  Barbora Záhlavová-Strýcová, 6–4, 6–2

### Ženská čtyřhra
- Stephanie Vogtová /  Čeng Saj-saj vs.  Margarita Gasparjanová  Jevgenija Rodinová , 6–4, 6–2